# Trachypithecus delacouri
O langur-de-delacour (Trachypithecus delacouri), também conhecido lutung-de-delacour é uma das 17 espécies de Trachypithecus. É encontrada numa restrita área do Vietname.

## Estado de conservação
Esta espécie foi listada como críticamente ameaçada pois estima-se que haja menos de 250 indivíduos maduros e está experimentando um declíneo contínuo.